# Kalterherberg
Kalterherberg ist ein südwestlicher Stadtteil von Monschau in der Städteregion Aachen.
Der Name geht auf die Lage der Örtlichkeit zurück. Direkt am Hohen Venn gelegen, bekommt diese hochgelegene Gemeinde an der Grenze zwischen Belgien und Deutschland bei typischer Westwetterlage als erster Wind und Wetter ab. Haushohe Buchen-Windschutzhecken verschaffen Abhilfe; Kalterherberg ist ein typisches Beispiel für das Monschauer Heckenland.

## Geographie

### Lage

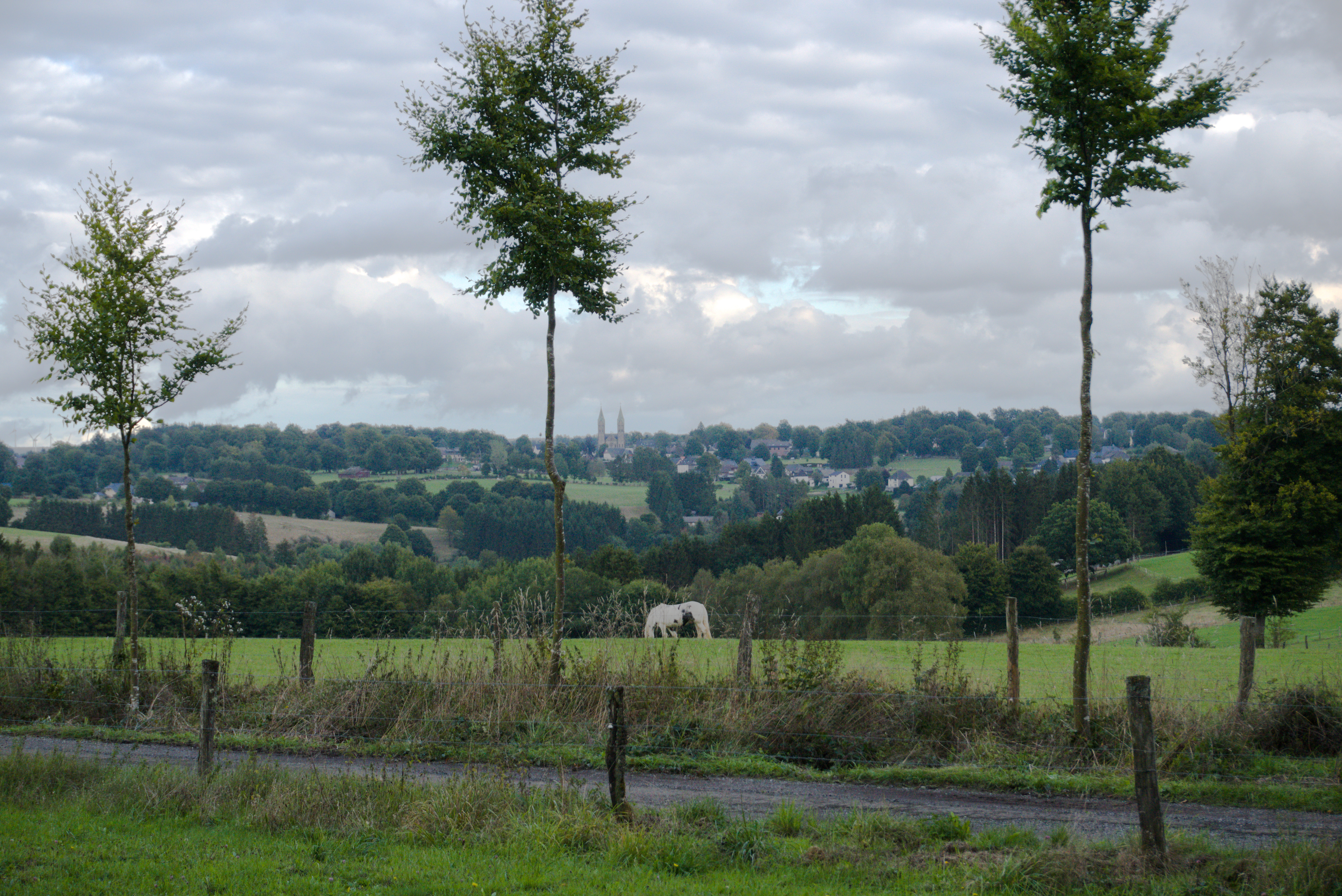
Blick von Westen auf Kalterherberg

Kalterherberg liegt an der belgischen Grenze, 4 km südwestlich von Monschau. Südlich der Ortschaft befindet sich der belgische Truppenübungsplatz Elsenborn.

### Klima

Niederschlagsdiagramm

Der Jahresniederschlag beträgt 1386 mm und liegt damit im oberen Zwanzigstel der von den Messstellen des Deutschen Wetterdienstes erfassten Werte. Über 96 % zeigen niedrigere Werte an. Der trockenste Monat ist der September; am meisten regnet es im Dezember. Im niederschlagreichsten Monat fällt ca. 1,9-mal mehr Regen als im trockensten Monat. In über 92 % aller Orte schwankt der monatliche Niederschlag weniger.

## Geschichte
Die älteste Urkunde, in der Kalterherberg genannt wird, trägt das Datum vom 1. Mai 1334. In diesem Jahre verkauften Johannes Payzsche und seine Frau Alleidis in „Kaldeherberich“ dem Kloster Reichenstein eine jährliche Geldrente und setzten ihre Güter zu Kalterherberg als Pfand ein. Die Schöffen und der Forstmeister von Konzen bestätigten diesen Handel. In der Aachener Stadtrechnung von 1385 wird ebenfalls Kalterherberg in Zusammenhang mit einem „Thiis van der Kalden Herbergen“ erwähnt. In einer weiteren Urkunde von 1391 taucht der Name „Kalde Herberge“ auf. Um 1550 gab es eine Kapelle, die dem Hl. Lambertus geweiht war. Der sogenannte Eifeldom, die katholische Pfarrkirche St. Lambertus, entstand zwischen 1897 und 1903 und wurde zwischen 1954 und 1957 umfangreich renoviert.
Die Sprach- und Staatsgrenze verlief ursprünglich etwa im Rurtal. Nach dem Ende der Regentschaft Napoleons fiel u. a. das an die Franzosen seit dem Ersten Koalitionskrieg abgetretene Rheinland (siehe Friede von Lunéville) im Wiener Kongress an Preußen. Zu dieser Zeit ab 1815 gehörte auch Küchelscheid-Leykaul zur Rheinprovinz, wurde aber nach dem Ersten Weltkrieg per Versailler Vertrag 1919 zu Belgien gegeben. Im Zweiten Weltkrieg wenige Jahre wieder zum Deutschen Reich zählend, wurde es im Herbst 1944 von westalliierten Truppen wieder befreit, wobei die Bevölkerung von US-Truppen nach Belgien evakuiert wurde. Am 1. April 1949 wurden auch die westlichen Teile des ehemals zu Kalterherberg gehörenden Dorfes Leykaul sowie mehrere Bauernhöfe temporär zu Belgien geschlagen. Die Rückgabe dieser Teilgebiete an Deutschland erfolgte am 28. August 1958 aufgrund eines am 24. September 1956 geschlossenen deutsch-belgischen Grenzvertrages (BGBl. 1958 II S. 262).
Der westliche Teil von Leykaul verblieb dauerhaft bei Belgien und zählt, wie Küchelscheid, heute zur deutschsprachigen Gemeinschaft innerhalb der Gemeinde Bütgenbach.
Bis zum 31. Dezember 1971 gehörte Kalterherberg als eigenständige Gemeinde zum damaligen Kreis Monschau und zum damaligen Regierungsbezirk Aachen. Sowohl der Kreis als auch der Regierungsbezirk wurde am 1. Januar 1972 durch das Aachen-Gesetz aufgelöst und Kalterherberg in die Stadt Monschau eingegliedert.
Am 13. Mai 2002 wurde Kalterherberg während der zweiten Etappe des Giro d’Italia durchfahren.

### Wappen
| Wappen der früheren Gemeinde Kalterherberg | Blasonierung: „Unter im Zickzackschnitt geteiltem grünen Schildhaupt, darin balkenweise drei silberne (weiße) Lilien; in Gold (Gelb) eine zweitürmige schwarze Kirche mit silbernen (weißen) Fenstern und Tor.“ |
| Wappen der früheren Gemeinde Kalterherberg | Wappenbegründung: Das von Joseph Decku entworfene Wappen wurde 1956 vom nordrhein-westfälischen Innenminister verliehen. Es zeigt die St. Lambertuskirche, welche auch als einer der Eifeldome gilt. Die Lilien gelten als Marienzeichen und stehen für das Kloster Reichenstein, welches mit der Gründung des Ortes in Zusammenhang gebracht wird. |

## Sehenswürdigkeiten und Tourismus

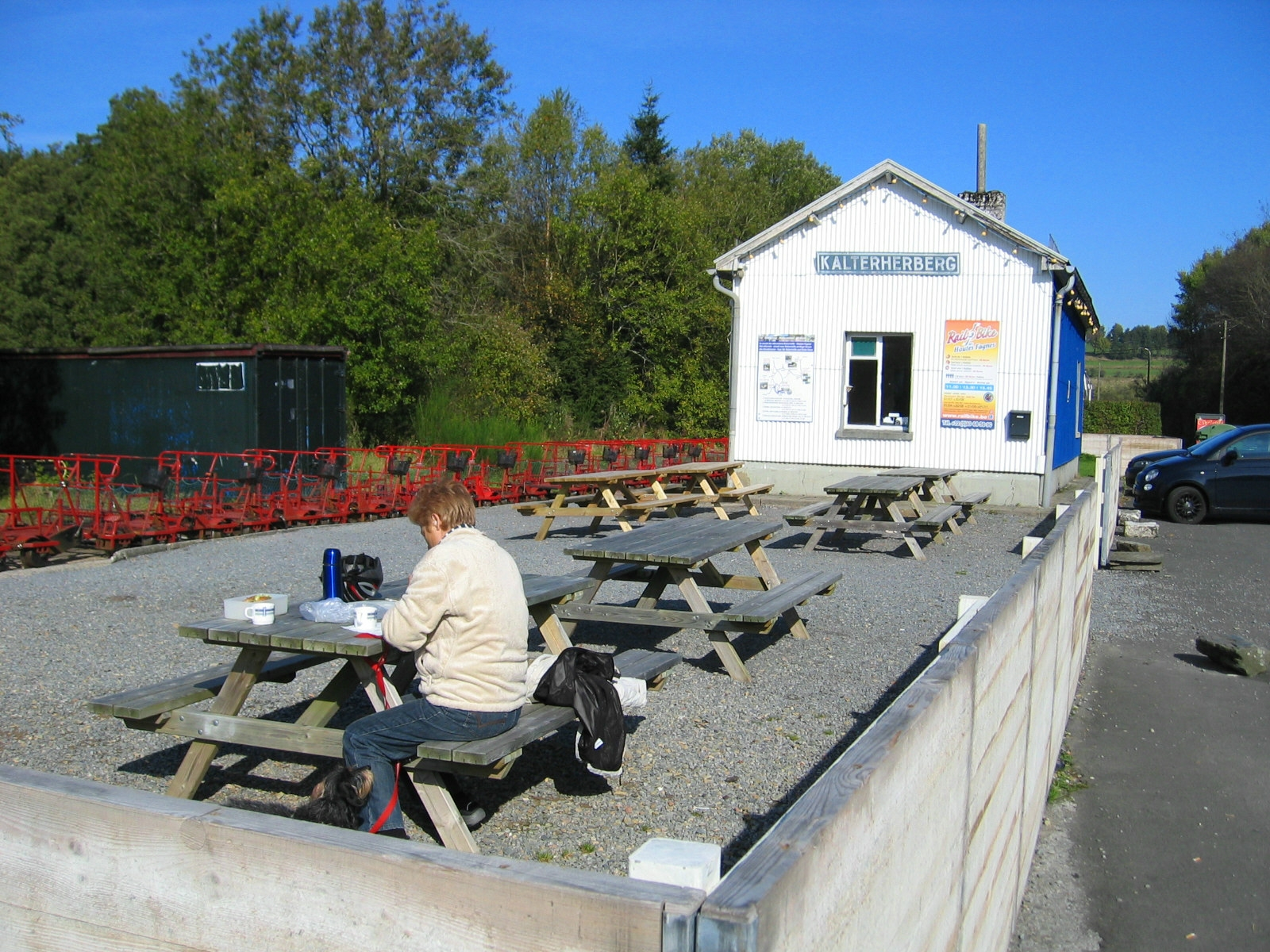
Ehemaliger Bahnhof Kalterherberg an der Vennbahnstrecke, seit 2012 ausgebaut zum Vennbahnradweg Aachen-Ulfingen

- Die alten Häuser des Dorfes zeigen die typischen Hausformen der Venndörfer: das auf eine Urform zurückgehende Steinhaus mit Kamin und Eingang im Giebel mit beidseitig tief heruntergezogenem Dach, die fränkische Form mit Eingang an der Längsseite und mitten im Haus stehenden Kamin sowie ein aus Torflagerhallen entwickeltes Langhaus.
- Die zweitürmige Kirche St. Lambertus, erbaut 1901, zählt zu den Eifeldomen.
- Die Kult- und Gebetsstätte Theißbaum mit der unter Naturdenkmal stehenden Stieleiche
- Im Ort gibt es Hotel, Restaurant, Cafe, Ferienhäuser und -wohnungen für Reisende und Touristen.
- Ebenso steht für die zahlreichen Besucher ein Touristik-Informationszentrum zur Verfügung, das als Nebenstelle der Monschau-Touristik, welches sich in der historischen Monschauer Altstadt befindet, betrieben wird. Es ist in den Monaten April bis Ende Oktober freitags, am Wochenende sowie in den NRW-Schulferien auch Wochentags geöffnet.

Direkt am Eingang der Tourismus-Information ist ferner eine 24/7 Rad-Servicestation vorhanden.
- Durch den Ort führt der Radwanderweg Eifel-Höhen-Route, der als Rundkurs um den Nationalpark Eifel führt.
- Den Ort tangieren am ehemaligen Bahnhof der Vennbahnradweg Aachen-Ulfingen (Luxemburg) und der Rurufer-Radweg.
- Im Tal der Rur gibt es diverse Übernachtungsangebote und einen Campingplatz.
- Das Perlenbachtal im Naturschutzgebiet Perlenbach-Fuhrtsbachtal ist bekannt für seine Felsformationen und die Narzissenblüte im Frühjahr.

## Verkehrsanbindung

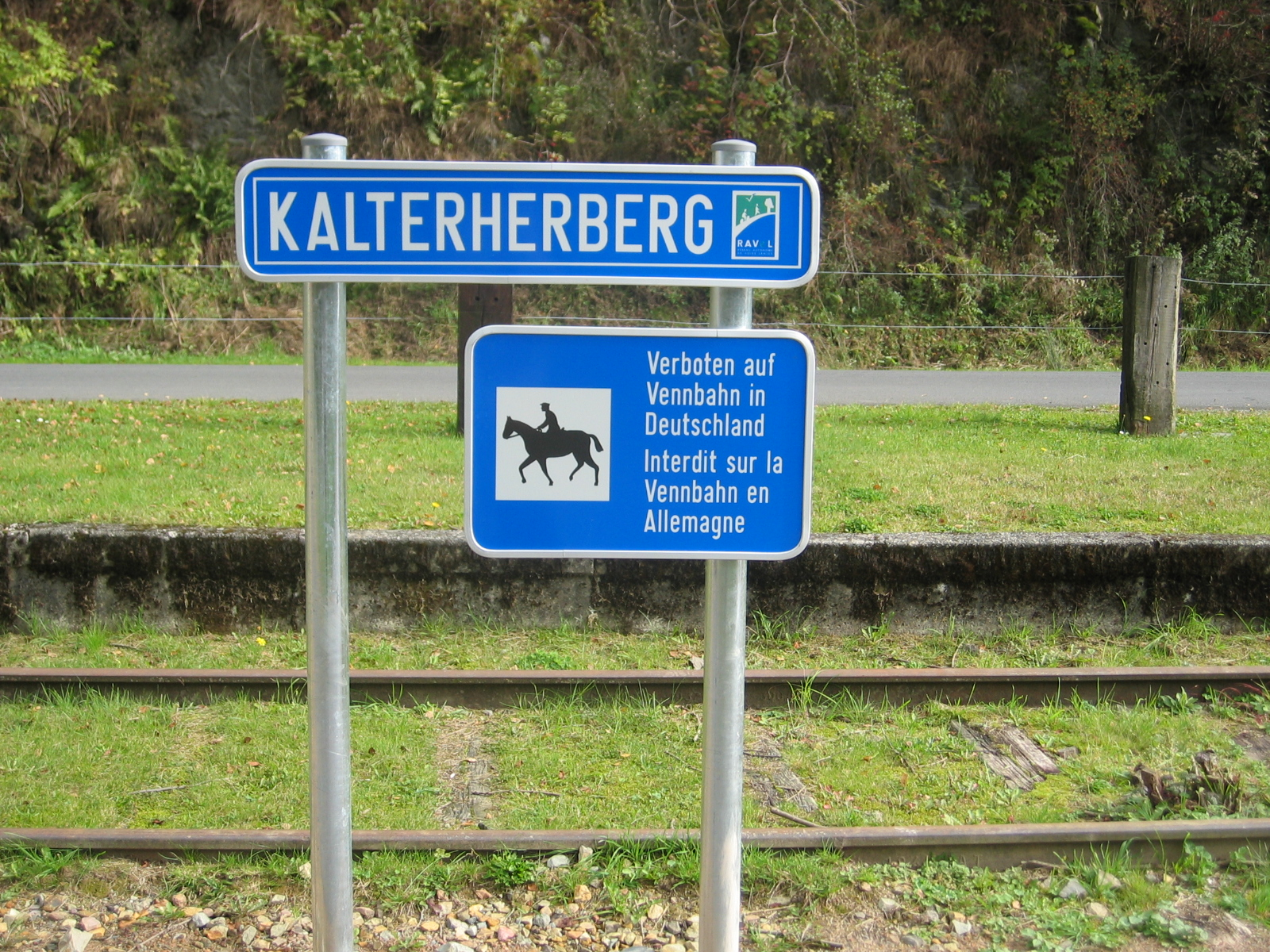
Beschilderung der Vennbahn am ehemaligen Bahnhof Kalterherberg

Kalterherberg war ehemals an die Vennbahn angebunden. Der damalige Bahnhof liegt in Leykaul auf dem Gemeindegebiet der belgischen Gemeinde Bütgenbach.
Die AVV-Buslinien 85 und 385 verbinden Kalterherberg mit Monschau, Mützenich, Imgenbroich und Eupen. Zusätzlich verkehrt der NetLiner der ASEAG.
| Linie             | Betreiber   | Verlauf |
| ----------------- | ----------- | --- |
| 85                | ASEAG       | Imgenbroich – / Monschau Altstadt – Mützenich – Reichenstein – Kalterherberg Kirche – Kalterherberg Oberdorf – Kleinfrankreich                                                                    |
| 385               | ASEAG / TEC | Eupen Bushof – Ternell Naturzentrum (B) – Mützenich (D) – Monschau – Kalterherberg Kirche – Kalterherberg Bf (AVV-Tarif gilt nur im deutschen Streckenabschnitt)                                  |
| NetLiner Monschau | ASEAG       | NetLiner: Fährt 30 min. nach der Buchung. Fährt Mo–Fr von 8–12 Uhr und von 15–21 Uhr. Bedient: Monschau Altstadt, Imgenbroich, Konzen, Mützenich, Kalterherberg, Höfen, Alzen, Rohren, und Widdau |

## Persönlichkeiten
- Leonhard Lennartz (1896–1976), Politiker (SPD) und Landrat des Landkreises Aachen
- Maximilian Goffart (1921–1980), Weihbischof von Aachen und Titularbischof von Uzita
- Bernhard Gombert (1932–2013), katholischer Pfarrer
- Damla Hekimoglu (* 1988), Moderatorin, investigative Journalistin[10]
- Onat Hekimoglu Computer Spiele Designer[11]
- Stefan Brandenburg Journalist, Chefredakteur WDR